# Aedes asiaticus
Aedes asiaticus är en tvåvingeart som beskrevs av Edwards 1926. Aedes asiaticus ingår i släktet Aedes och familjen stickmyggor. Inga underarter finns listade i Catalogue of Life.